# 羅拔圖·祖利奧·達·費古利亞度
羅拔圖·祖利奧·達·費古利亞度（Roberto Júlio de Figueiredo，1979年2月20日—）一般称作羅拔圖，巴西职业足球运动员，现效力于日本職業足球联赛球会大分三神队。